# キム・ナムジュ (歌手)
キム・ナムジュ（朝鮮語: 김남주、1995年4月15日 - ）は、大韓民国の歌手、女優。女性グループApinkのリードボーカル、リードダンサー担当である。身長165cm。ソウル公演芸術高等学校卒業後、成均館大学校演技芸術学科に進学。

## 人物
Apinkの中でも特に明るいキャラクターで、「元気な子供」、「Apinkのビタミン的存在」と呼ばれている。
もともと子役として活動していたため、メンバーの中でも一番芸歴が長い。
女性アイドルの中でもよく食べることで知られ、YouTubeチャンネル『ナムジュ三食ごはん(남주세끼)』を開設している。

## 来歴
1995年、ソウル市に一人っ子として生まれる。

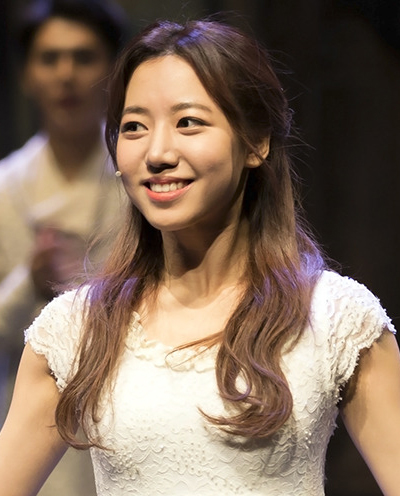
舞台『ロミオとジュリエット』(2017)

幼い頃からダンスを習い、Apinkとしてデビューする前から、子役としてCMなどに出演。
中学2年の時にオーディションを受け練習生となり、2011年4月、Apinkのメンバーとしてデビューする。
2013年1月3日、同じ事務所のBEASTチャン・ヒョンスン、同じくApinkのメンバーであるチョン・ウンジとともにプロジェクト「A CUBE FOR SEASON」でデジタルシングル曲『1年前に』をリリース。
2014年、 Apinkのメンバー・ユン・ボミと「APINK BnN」を結成し、勇敢な兄弟のデビュー10周年記念プロジェクトアルバムに参加した。
2015年6月2日、「A CUBE FOR SEASON2015」でBTOBのユク・ソンジェとデュエットし、『写真(Photograph)』をリリース。同年、ウェブドラマ『捜査官アリス』の主演に抜擢され、翌2016年には『捜査官アリス2』も制作された。
2017年9月、ウェブドラマ『悪童探偵s』に主演し、体育大出身の正義派女刑事オク・ジンギョン役を演じた。
同年、舞台『ロミオとジュリエット』で演劇に初挑戦し、主人公のジュリエット役を演じた。
2018年、『悪童探偵s』シーズン2に出演。
2020年9月7日、ファーストシングル『Bird』で(G)I-DLEソヨンから楽曲提供を受け、ソロデビューを果たす。
2023年4月28日、デビュー以来所属した事務所を離れて、メンバーのパク・チョロン、ユン・ボミ、オ・ハヨンと共にCHOI CREATIVE LABに移籍し、Apinkとしての活動は継続されることが発表された。

## 音楽活動

### ソロシングル
- 『Bird』（2020年9月7日）

### デジタルシングル
| タイトル                                                 | 収録曲                                        | 備考                                                     | 参考          |
| -------------------------------------------------------- | --------------------------------------------- | -------------------------------------------------------- | ------------- |
| 'A CUBE' FOR SEASON ♯ WHITE 発売日：2013年1月3日         | 1. 일년전에 （→一年前に） 2. 일년전에 (Inst.) | withチャン・ヒョンスン（BEAST）、チョン・ウンジ（Apink） | [ 19 ]        |
| 'A CUBE' FOR SEASON ♯ BLUE Season 2 発売日：2015年6月2日 | 1. 사진 （→写真） 2. 사진 (Inst.)             | With ユク・ソンジェ（BTOB）                              | [ 20 ] [ 21 ] |

### コラボレーション
- ユン・ボミ, キム・ナムジュ, チョン・チェヨン, LE, ソ・イニョン, イ・ソクフン, ウ・テウン, ヤン・ダイル, BrotherSu, Chancellor, カン・ミンフィ - Merry Summer : 우리의 밤은 당신의 낮보다 아름답다 （→私たちの夜はあなたの昼より美しい） [2016年7月20日]

### フィーチャリング
- 2015年10月28日 Damiano [달다 지금] : 달다 지금 Sweet Now （→甘い 今）
- 2017年1月4日 Swish (ジュソク, Basick, Microdot, チャンジョ) [힙합의 민족S2 Semi Final 2] （→ヒップホップの民族S2 セミファイナル 2） - 따분해 Yeah （→退屈）

### OST
- アニメ映画『Tom Little and The Magic Mirror』OST - 「The Magic」（2015年）
- ドラマ『恋するレモネード』 -  「I Pray 4 You」 (Apink BnN)（2017年）
- ドラマ『最高の離婚』 - 「Wish you are」（Apink BnN）（2018年）
- ドラマ『君の歌を聴かせて』 - 「Stay With Me」（Feat.パク・ジュンホ）　（2019年）

## 出演

### ドラマ
- 捜査官アリス（2015年、NEVER）- 主演：チョン・ヨンジュ役[22]
- 捜査官アリス2（2016年、NEVER）- 主演：チョン・ヨンジュ役[23]
- 悪童探偵s（2017年、NEVER）- 主演：オク・ジンギョン役[24]
- 悪童探偵s2（2018年、NEVER）- 主演：オク・ジンギョン役[25]

### バラエティ
- アンニョンハセヨ（2014年、KBS2）[26]
- マイ・リトル・テレビジョン（2015年、MBC）[27]
- 学校に行ってきます（2015年、JTBC）[28]
- 覆面歌王（2015年、MBC）[29]
- 食神ロード2（2015年、K-STAR）[30]
- ハッピートゥゲザー3（2016年、KBS2）[31]
- よく食べる少女たち（2016年、JTBC）[32]
- ゴールデンタンバリン（2017年、Mnet）[33]
- 私たち結婚しました4（2017年、MBC）[34]
- ジャングルの法則（2018年、SBS）[35]
- One Day Healing Trip ～ Apink編（2018年、O’live）[36]
- いい歌謡（2020年、tvN）[37]
- クイズの上のアイドル（2020年、KBS）[38]
- 差が出るクラス（2021年、JTBC）[39]

### 演劇
- ロミオとジュリエット（2017年）- 主演：ジュリエット役[40]